# Dom ariański w Rakowie
Dom ariański w Rakowie (zwany też Domem wójta) – późnorenesansowy budynek znajdujący się na rogu ul. Sienieńskiego i Kościelnej w Rakowie.

## Historia
Najokazalszy i największy, zachowany do dziś, budynek z czasów ariańskich został wzniesiony na przełomie XVI i XVII wieku. Pierwotnie należał do Jana Siekierzyńskiego i jego żony Netty Theodorikówny. W 1634 Siekierzyńscy sprzedali go aptekarzowi i wójtowi Rakowa – Samuelowi Goryszowskiemu. Następnie dom stał się własnością Andrzeja Mokronowskiego, właściciela połowy miasta Rakowa i starosty radzyńskiego, który następnie w 1683 sprzedał go rodzinie Kuraszewiców. W 1757 Jan i Ignacy Kossowscy sprzedali dom ariański Ignacemu i Mariannie Praszkiewiczom, którzy urządzili w nim karczmę.
W latach 50. XX wieku w budynku mieścił się magazyn nawozów sztucznych, potem Gminna Biblioteka Publiczna. W 2015 roku zakończono rewitalizację budynku.

## Architektura
Budynek jest murowany, parterowy, podpiwniczony, wzniesiony na rzucie prostokąta. Dach pierwotnie pokryty gontem, obecnie blaszany. Na zewnątrz bezstylowy, wewnątrz ślady architektury późnorenesansowej; od południa znajduje się sala przez całą szerokość budynku, o sklepieniu kolebkowym z lunetami, pokrytym późnorenesansową stiukową dekoracją żebrową, z rozetami; delikatny rysunek zworników wykazuje wysoką klasę artystyczną, a ornamentyka nie zawiera żadnych motywów religijnych. W tejże sali znajduje się okienko w obramieniu późnorenesansowym. W niektórych pozostałych pomieszczeniach zachowały się sklepienia kolebkowo-krzyżowe.

## Galeria zdjęć

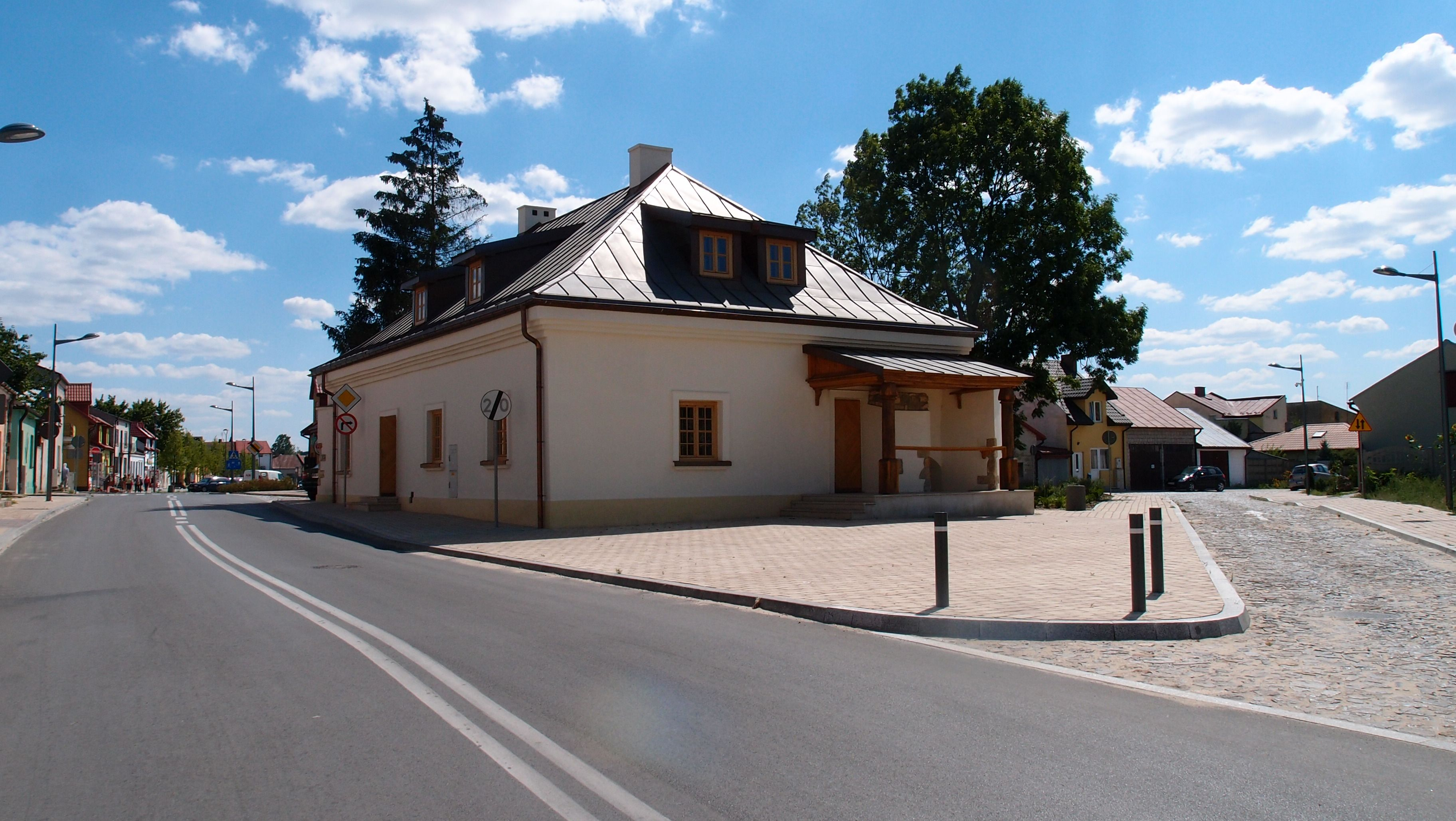
Dom Wójtostwo
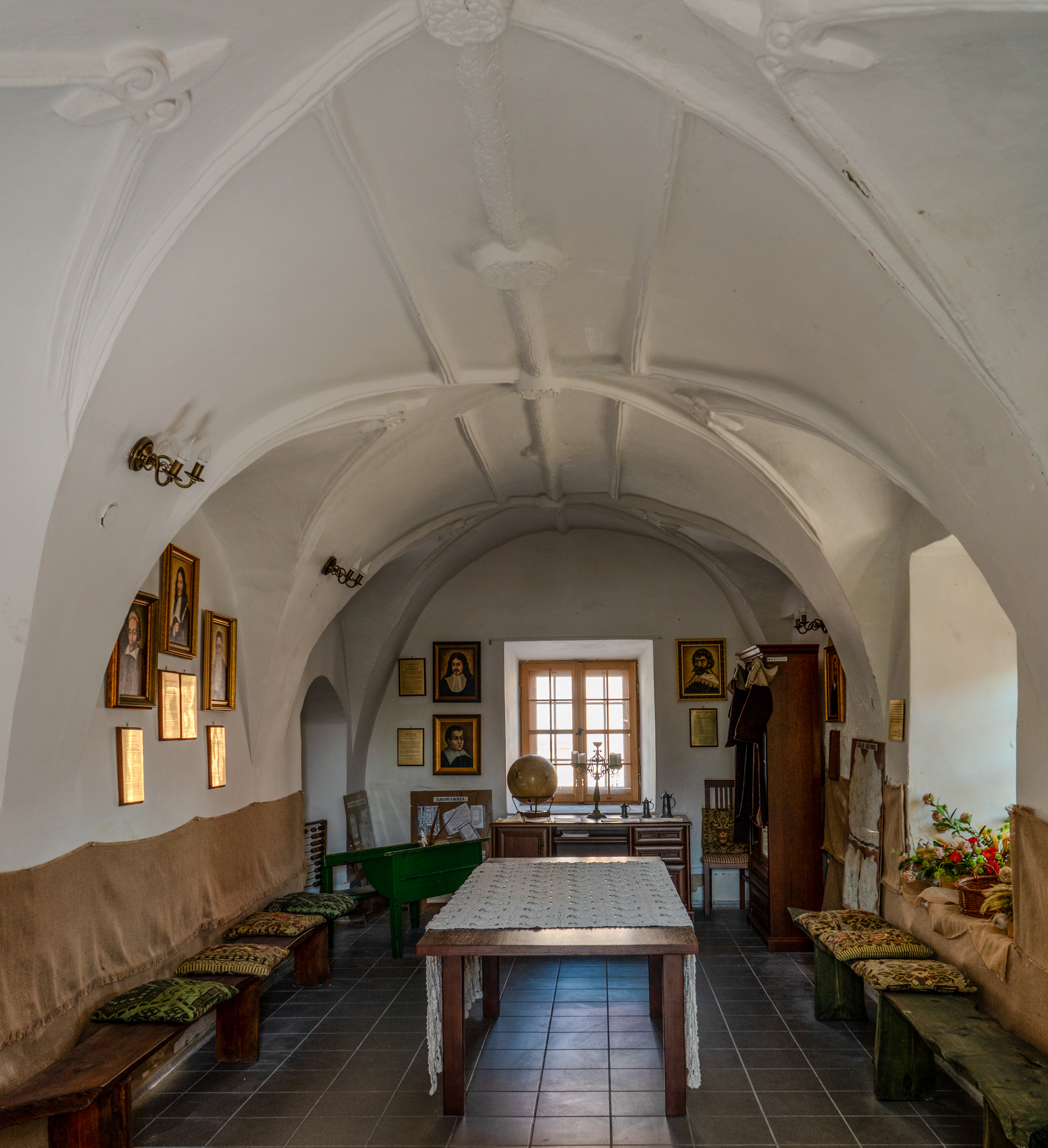
Izba południowa
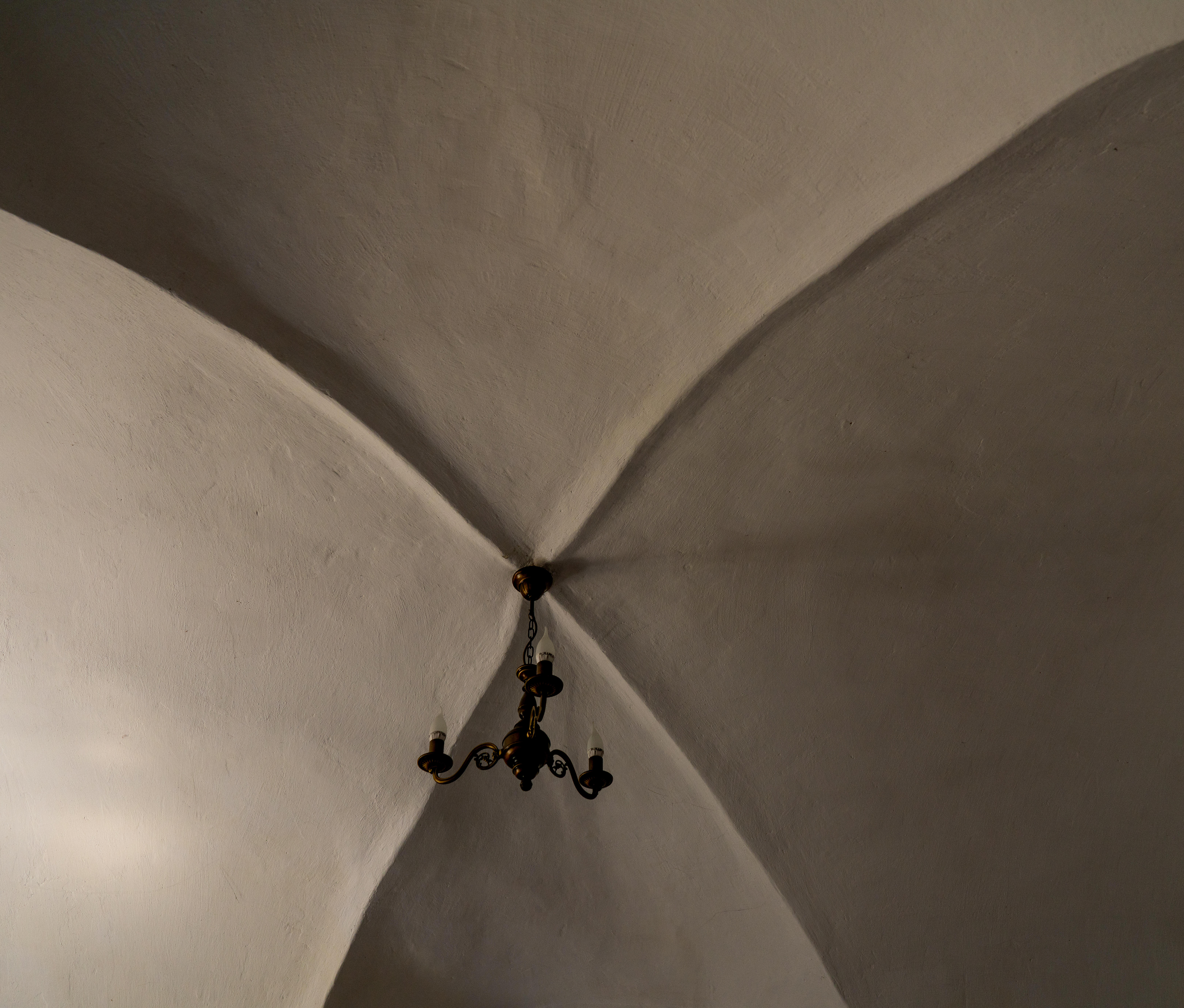
Sklepienie w izbie północnej